# Полет 742 на „Транс Уърлд Еърлайнс“
Полет 742 на „Транс Уърлд Еърлайнс“ е международен пътнически полет от международното летище „Дон Муанг“, Банкок, Тайланд, до международното летище „Сан Франциско“, Сан Франциско, Калифорния, Съединените американски щати, с междинни кацания в Хонконг, Тайпе, Наха, Хагатна, Хонолулу и Лос Анджелис, управляван от „Транс Уърлд Еърлайнс“. На 28 август 1973 г. близо до края на предпоследния си етап от Хонолулу до Лос Анджелис, по време на спускане над Тихия океан, самолетът „Боинг 707-331B“, който изпълнява полета, навлиза в тежки трептения, въпреки това екипажът възвръща хоризонтална позиция и без повече инциденти каца в Лос Анджелис. Двама членове на екипажа и трима пътници получават наранявания, докато тежко ранен пътник умира два дни по-късно.
Поредица от летателни тестове доказват значителни отклонения в левия елерон, на който горната обвивка има вълнообразност поради компресия, получена от амплитудни промени, докато елеронът е леко изместен. Когато целият комплект стабилизатор-елерон е заменен с такъв, взет от друг 707, самолетът не показа никакви затруднения със стабилността. Повишената вълнообразност и изместването на компонента променят аеродинамиката и слоят въздух, който преминава, става по-дебел спрямо този върху десния елерон. Така количеството сила, необходима за избутване или издърпване на левия елерон до неговата пълна граница на отклонение, е много по-ниска, отколкото екипажът е обучен да прилага.
Разследващите отбелязват, че по-голямата част от нараняванията са причинени от остри и неправилно поставени предмети в кабината; те призовават за инспекция и промяна на интериора и кухните в самолетите (подплата на твърди повърхности, елиминиране на остри ръбове и ъгли, подобрени ключалки в рафтове за багаж), за да се избегнат случайни наранявания при турбуленции. Хирург от военноморските сили на САЩ присъства на борда и оказва първа помощ на ранените. По-късно той заявява, че съдържанието на бордовия комплект за първа помощ е недостатъчно при спешни случаи и призовава за подобряване и разширяване на комплектите.